# Lichtajny (powiat ostródzki)
Lichtajny (niem. Lichteinen) – osada w Polsce położona w województwie warmińsko-mazurskim, w powiecie ostródzkim, w gminie Ostróda.
W latach 1975–1998 miejscowość należała administracyjnie do województwa olsztyńskiego. 
Wieś położona jest nad jeziorem Lichtajny. Została założona w 1329. We wsi znajduje się wpisany do rejestru zabytków dwór pseudoklasycystyczny z drugiej połowy XIX w., zabudowania folwarczne z końca XIX w. oraz pozostałości parku. Nad jeziorem położone jest grodzisko pruskie. Neogotycka kaplica grobowa z 1919 pełniąca obecnie rolę kaplicy kościelnej.
W czasach krzyżackich wieś pojawia się w dokumentach w roku 1329, podlegała pod komturię w Ostródzie, były to dobra rycerskie o powierzchni 40 włók.